# Walter R1-203
Le Walter R1-203, plus souvent désigné Walter RI-203, était un moteur-fusée à ergols liquides conçu par l'inventeur allemand Hellmuth Walter avant le début de la Seconde Guerre mondiale.

## Développement et caractéristiques
Le moteur fut développé en 1938 en tant que moteur expérimental. Il reprenait le principe de « moteur chaud » développé par Walter, qui faisait appel à une combustion dans une chambre de combustion. Les ergols utilisés étaient du « T-Stoff » (peroxyde d'hydrogène et du « M-Stoff » (méthanol), amenés à la chambre de combustion par des turbopompes. Ces dernières étaient mises en rotation par les vapeurs du T-Stoff, décomposé par catalyse par du « Z-Stoff », un oxydant composé de permanganates divers.
La poussée maximale produite était de 500 kgp (4,90 kN), pour une durée maximale de 60 secondes.

## Applications
Le moteur fut installé dans l'appareil expérimental Heinkel He 176, le premier avion-fusée opérationnel du monde. Il fut également utilisé sur le Heinkel He 112 R,.
Il fut ensuite utilisé comme base de développement pour un autre moteur de Walter, le HWK 109-509 (aussi désigné RII-211).